# Roberto Franzoni
Roberto Franzoni (29 aprile 1882 – 10 febbraio 1960) è stato un pittore, scultore e grafico italiano.

## Biografia

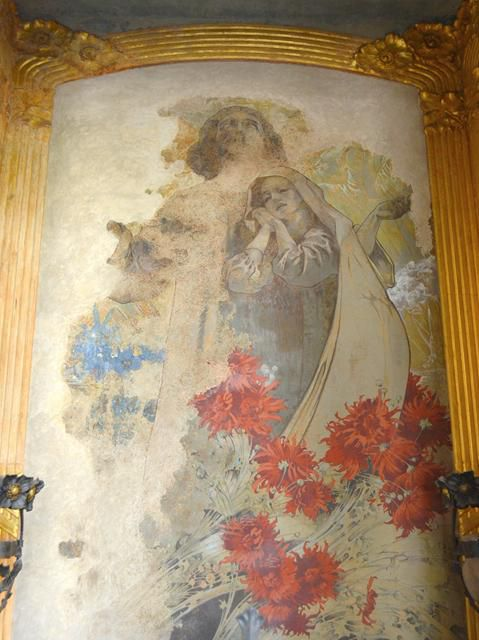
Particolare della Cella Rizzi alla Certosa di Bologna.

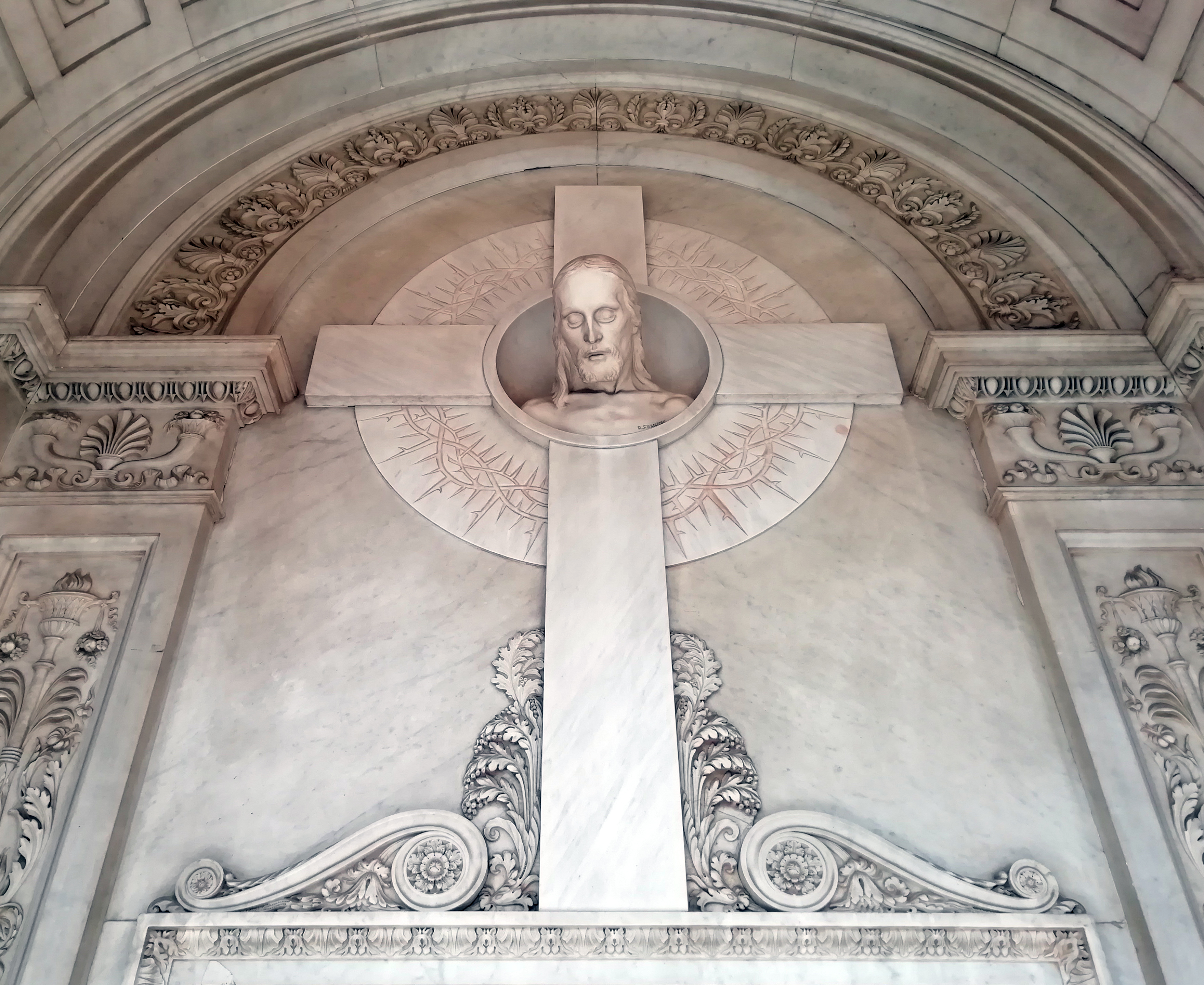
Busto del Cristo di Franzoni posto sul Monumento Isolani Lupari.

Artista versatile, Roberto Franzoni è noto soprattutto come pittore e grafico.
Allievo di Alfredo Tartarini al Collegio Venturoli e di Domenico Ferri e Enrico Barberi all'Accademia di Belle Arti.
Sotto la guida di Tartarini e successivamente di Alfonso Rubbiani e Achille Casanova diverrà uno dei migliori interpreti del Liberty a Bologna.
Esordì nel 1906 all'Esposizione annuale della Società Francesco Francia.
Oltre che di varie imprese decorative, tra le quali la cappella della famiglia Rizzi alla Certosa nel 1908, sarà autore, negli anni successivi, di numerose locandine, disegni per arazzi e persino francobolli in stile floreale.
Lavorando isolato, senza partecipare a mostre e concorsi nazionali, Franzoni rimarrà sempre fedele alle idee giovanili, a uno stile caratterizzato "dalla linea sinuosa avvolgente, dal gusto dei contorni definiti e perentori", con una coerenza "spinta fino all'anacronismo" secondo il Contini.
Roberto Franzoni è sepolto nel Nuovo Braccio ovest del Chiostro Annesso al Maggiore della Certosa di Bologna.